# Ласара (Техас)
Ласара (англ. Lasara) — переписна місцевість (CDP) в США, в окрузі Вілласі штату Техас. Населення — 909 осіб (2020).

## Географія
Ласара розташована за координатами 26°27′50″ пн. ш. 97°54′31″ зх. д. / 26.46389° пн. ш. 97.90861° зх. д. (26.463789, -97.908713).  За даними Бюро перепису населення США в 2010 році переписна місцевість мала площу 3,79 км², з яких 3,74 км² — суходіл та 0,04 км² — водойми.

## Демографія
Згідно з переписом 2010 року, у переписній місцевості мешкало 1039 осіб у 281 домогосподарстві у складі 237 родин. Густота населення становила 274 особи/км².  Було 297 помешкань (78/км²).
Расовий склад населення:
| - 80,8 % — білих - 0,7 % — чорних або афроамериканців - 0,2 % — корінних американців - 17,2 % — осіб інших рас |

До двох чи більше рас належало 1,2 %. Частка іспаномовних становила 95,0 % від усіх жителів.
За віковим діапазоном населення розподілялося таким чином: 34,4 % — особи молодші 18 років, 53,4 % — особи у віці 18—64 років, 12,2 % — особи у віці 65 років та старші. Медіана віку мешканця становила 29,5 року. На 100 осіб жіночої статі у переписній місцевості припадало 93,1 чоловіків;  на 100 жінок у віці від 18 років та старших — 90,0 чоловіків також старших 18 років.
Середній дохід на одне домашнє господарство  становив 35 904 долари США (медіана — 26 484), а середній дохід на одну сім'ю — 34 682 долари (медіана — 26 719). За межею бідності перебувало 49,3 % осіб, у тому числі 61,5 % дітей у віці до 18 років та 59,7 % осіб у віці 65 років та старших.
Цивільне працевлаштоване населення становило 220 осіб. Основні галузі зайнятості: освіта, охорона здоров'я та соціальна допомога — 25,9 %, публічна адміністрація — 10,9 %, будівництво — 10,5 %.